# RENVER (企業)
RENVER株式会社（レンバーかぶしきがいしゃ）は、広告代理業・インターネット広告事業・メディア事業など多岐に渡る事業を行う日本の企業である。2023年9月現在、小河穣が代表取締役を努めている。2022年9月にセクティゴ・コモドジャパンのパートナー企業としてInstant SSLの販売を開始。

## 沿革
- 2012年 3月、資本金500万円で設立[1]
- 2015年 10月、法人化[3]
- 2018年 8月、小河穣が代表取締役に就任
- 2022年 9月、セクティゴ・コモドSSL販売パートナーに参画[2]
- 2023年 9月、SDGsの活動に注力[4][5][6]